# Olaf Ludwig
Olaf Ludwig (ur. 13 kwietnia 1960 w Gerze) – niemiecki kolarz szosowy i torowy, dwukrotny medalista olimpijski, dwukrotny medalista szosowych i srebrny medalista torowych mistrzostw świata.

## Kariera
Zapisał się do SG Gera Mitte w 1972 roku. Przed zjednoczeniem Niemiec reprezentował barwy NRD. W latach 1977 i 1978 zdobywał złote medale szosowych mistrzostw świata juniorów w drużynowej jeździe na czas. W 1980 roku zajął trzecie miejsce w klasyfikacji generalnej Wyścigu Pokoju, a wspólnie z Falkiem Bodenem, Berndem Droganem i Hansem-Joachimem Hartnickiem był drugi w drużynowej jeździe na czas na igrzyskach olimpijskich w Moskwie. Na mistrzostwach świata w Pradze w 1981 roku razem z Droganem i Mario Kummerem zdobył złoty medal w tej samej konkurencji. W latach 1982 i 1986 zwyciężał w Wyścigu Pokoju, w latach 1983 i 1985 w DDR Rundfahrt, w 1987 roku w Rund um Berlin, w 1990 roku w Tour of Norway, a w 1992 roku wygrał Amstel Gold Race. W międzyczasie wziął udział w igrzyskach olimpijskich w Seulu i zdobył tam złoty medal w indywidualnym wyścigu ze startu wspólnego, wyprzedzając dwóch reprezentantów RFN: Bernda Gröne i Christiana Henna. Ostatni medal zdobył podczas szosowych mistrzostw świata w Oslo w 1993 roku, gdzie zdobył brązowy medal w wyścigu zawodowców ze startu wspólnego, ulegając jedynie Lance’owi Armstrongowi z USA i Hiszpanowi Miguelowi Indurainowi. Startował także na torze, zdobywając między innymi srebrny medal w wyścigu punktowym amatorów na mistrzostwach świata w Colorado Springs. Startując sześciokrotnie w Tour de France wygrał 3 etapy (1990, 1992, 1993) i zwyciężył w klasyfikacji sprinterów (zielona koszulka 1990), a w sezonie 1992 zdobył ponadto Puchar Świata w kolarstwie szosowym UCI. Wielokrotnie zdobywał medale mistrzostw kraju, zarówno w kolarstwie torowym, jak i szosowym, w tym łącznie sześć złotych. Karierę zawodniczą zakończył w 1996 r.